# Heri Ziska
Heri Ziska (født 12. oktober 1967) er en færøsks atlet. Han er i dag ansat på Geoscience-afdelingen i Jarðfeingi (Færøernes Geologiske Institut), har en Cand.scient.-eksamen i marinegeologi fra Aarhus Universitet (1988—1994) og en Master scient i Management fra Robert Gordon University i Aberdeen, Skotland (2002—2005). 
Ziska var medlem af Strálan (1989-1991), Bragdið (1991-2008) og Hvirlan (2008-) på Færøerne, Aarhus 1900 i Danmark og Belgrave Harriers i Skotland. Han vandt en sølvmedalje på DM i diskoskast 1999. Han vandt Island Games i diskoskast 1999 og 2003 og har den færøske rekord i diskoskast, hammerkast, vægtkast og kastefemkamp. I 2013 deltog han i Island Games på Bermuda, han fik broze i diskoskast, da han kastede 39,77 meter. Bronzemedaljen var hans 14. medalje ved Island Games.

## Danske mesterskaber
- Sølv 1999  Diskoskast 46,62

## Færøske rekorder
- Diskoskast: 48,50 Aarhus 28. maj 1994
- Hammerkast: 48,92 Visby, Gotland, Sverige 27. juni 1999
- Vægtkast: 16.00
- Kastefemkamp: 3275 point

## Eksterne links
- DAF i tal – Heri Ziska (Webside ikke længere tilgængelig)

| Atletikudøver | Spire Denne biografi om en atletikudøver er en spire som bør udbygges. Du er velkommen til at hjælpe Wikipedia ved at udvide den. |